# Klara-kvarteret
59°19′55″N 18°03′04″Ø / 59.33181°N 18.05111°Ø
Klara-kvarteret (på svensk: Klarakvarteren eller Klara) er et bykvarter i Norrmalm centralt i Stockholm. Det har sit navn fra Klara Kirke. I dag er navnet, selvom det sjældent bruges i daglig tale, blevet synonym med det ældre kvarter i Nedre Norrmalm, hvis gamle bygninger stort set ikke eksisterer mere.

## "Klara-bohemerne"
I 1800-tallet og begyndelsen af 1900-tallet var Klara-området præget af gamle, billige boliger og mange små butikker og værksteder. Det var kendt for at være hjemsted for flere svenske bladhuse, barer og billige hoteller og var derfor også et område, der blev besøgt af forfattere, journalister og digtere.
"Klara-bohemerne" var et navn givet til en uorganiseret gruppe forfattere og digtere i 1930'erne og 1940'erne, der boede i området eller dvælede på dets barer og caféer i håb om at sælge artikler eller digte til avisredaktører. Den mest kendte af Klara-bohemerne, digteren Nils Ferlin, er i dag afbildet i statueform tæt på kirken, hvor han tænder en cigaret.

## Fornyelsen af Klara
I løbet af 1950'erne og 1960'erne gennemgik Klara-kvarteret en omfattende husnedrivning som en del af Norrmalms totalfornyelse. Områdets gamle, små, irregulære og ofte nedslidte boliger og butikker blev revet ned og erstattet af større gader og store, moderne kontorblokke. Klara-nedrivningerne er efterfølgende blevet betragtet som et skrækeksempel på storstilede byfornyelsesprojekter, der næsten overalt i Sverige jævnede mange ældre bykvarterer med jorden i midten af det 20. århundrede.

## Bemærkelsesværdige bygninger i Klara-kvarteret
- Arvfurstens palats[4]
- Sagerske hus[5]
- Klara Kirke[6]
- Kulturhuset Stadsteatern[7]
- Sergels Torg[8]